# Åke Granlund
Åke Ragnar Granlund, född 28 april 1914 i Borgå, död 4 maj 1988 i Helsingfors, var en finlandssvensk språkvetare.
Granlund avlade filosofie doktorsexamen 1956. Han var 1956–1962 lektor i svenska vid Helsingfors universitet och Svenska handelshögskolan samt 1962–1964 docent och 1964–1977 professor vid handelshögskolan.
Som filolog gav Granlund viktiga bidrag till forskningen i nyländska ortnamn. Han disputerade 1956 på avhandlingen Studier över östnyländska ortnamn, som behandlar svenskättade socken- och bynamn från Helsinge österut. Han studerade även de nyländska namnen i beskrivningen av den forntida segelled som från Danmark gick längs den svenska och finländska kusten fram till Porkala och över till Estland i en uppsats med titeln Nylandsdelen av det danska itinerariet (1963). Ortnamnens vittnesbörd om Nylands kolonisation ägnade han även intresse (1972, 1978), och västnyländska gårds-, hemmans- och bynamn på -ans (Basans, Botans etc.) är temat för uppsatsen En västnyländsk namntyp (1965).